# Trofeo Melinda
De Trofeo Melinda was een eendaagse wielerwedstrijd in Italië. De wedstrijd werd in 1910 voor het eerst georganiseerd, toen nog als Ronde van Umbrië. De Italiaan Alfredo Tibletti won de eerste editie van de wedstrijd, die ook in de 81 jaar erna vrijwel alleen door Italianen is gewonnen. Francesco Moser is recordwinnaar van de Ronde van Umbrië. Hij zegevierde vijf keer. Na 2014 werd de wedstrijd vermengd met de Giro del Trentino.
In 1992 werd de naam veranderd voor de hoofdsponsor, appelproducent Melinda. Sindsdien gaat de wedstrijd door het leven als Trofeo Melinda. Vanaf de invoering van de continentale circuits door de Internationale Wielerunie in 2005 maakt de Trofeo Melinda deel uit van de UCI Europe Tour.
In 2013 en 2014 was de Trofeo Melinda het Italiaans kampioenschap wielrennen op de weg.

## Lijst van winnaars

### Meervoudige winnaars
| Overwinningen | Renner                   | Land   | Jaren                        |
| ------------- | ------------------------ | ------ | ---------------------------- |
| 5             | Francesco Moser          | Italië | 1974, 1975, 1977, 1981, 1983 |
| 2             | Gianbattista Baronchelli | Italië | 1978, 1982                   |
| 2             | Stefano Colage           | Italië | 1986, 1989                   |
| 2             | Francesco Casagrande     | Italië | 2001, 2003                   |
| 2             | Davide Rebellin          | Italië | 2004, 2011                   |
| 2             | Vincenzo Nibali          | Italië | 2010, 2014                   |

### Overwinningen per land
| Overwinningen | Land                                  |
| ------------- | ------------------------------------- |
| 54            | Italië                                |
| 3             | Zwitserland                           |
| 1             | Frankrijk, België, Slovenië, Colombia |